# Rhein-Neckar-Tram 2020
Die Rhein-Neckar-Tram 2020 (RNT 2020) (Herstellerbezeichnung ForCity Smart 36T, 37T und 38T) ist eine Baureihe niederfluriger Straßenbahnwagen von Škoda Transportation für die Metropolregion Rhein-Neckar. Die RNT 2020 soll auf allen Strecken der Rhein-Neckar-Verkehr GmbH (RNV) eingesetzt werden und Fahrzeuge aus den Baujahren zwischen 1960 und 2000 ersetzen.

## Allgemeines
Die Rhein-Neckar-Tram 2020 ist als Zweirichtungsfahrzeug ausgeführt. Dies ist insbesondere für den Einsatz in Heidelberg wichtig, da dort nur wenige Wendeschleifen vorhanden sind. Die Ausstattung mit Türen auf beiden Seiten ermöglicht auch den Einsatz im Überland-Netz, da es dort sowohl Haltepunkte mit Bahnsteig auf der linken, sowie auf der rechten Seite in Fahrtrichtung gibt. Die Fahrzeuge erreichen eine Höchstgeschwindigkeit von 80 km/h.

## Auftrag
Die Bestellung umfasste zunächst 80 Fahrzeuge und hat ein Volumen von 265 Millionen Euro. Hergestellt werden die Bahnen beim tschechischen Hersteller Škoda Transportation an den Standorten in Tschechien und Finnland. Technische Grundlage für die RNT 2020 ist der Škoda Artic. 2024 wurde eine Option für weitere 34 Fahrzeuge vom Typ 36T eingelöst.
Die Einheiten der Varianten 37T und 38T bestehen technisch jeweils aus zwei Fahrzeugen, die jeweils an einem Ende einen Übergang zum anderen Fahrzeug statt des Führerstands haben. Durch den Übergang erscheint eine solche Doppeltraktionen aus Fahrgastsicht als ein Fahrzeug. Der Vorteil ist, dass bei einem Defekt die jeweils nicht betroffene Fahrzeughälfte flexibel neu zusammengestellt und dann direkt wieder auf die Strecke geschickt werden kann. Es besteht auch die Möglichkeit, eine 37T- und eine 38T-Hälfte zu einer ungefähr 50 Meter langen Einheit zu kombinieren. Im Linienverkehr ist dies (Stand 2025) nicht etabliert, wurde aber im Juni 2025 im Rahmen einer Parade zum 125-jährigen Bestehen der elektrischen Straßenbahn in Mannheim praktiziert.
Durch die längeren Einheiten sollen Mehrfachtraktionen zur Hauptverkehrszeit vermieden werden. Weiterhin befindet sich auf gleichem Raum mehr Platz für die Fahrgäste und es können pro Fahrzeug zwei Führerstande eingespart werden. Die 60-Meter-Wagen sind die aktuell längsten meterspurigen Straßenbahnfahrzeuge der Welt.
Die Fahrzeuge werden seit Oktober 2022 ausgeliefert. Die erste RNT 2020 kam am Morgen des 18. Oktober 2022 zwischen 2:30 und 3:00 Uhr in Ludwigshafen an. Die Fahrzeuge der Variante 37T wurden bis 2025 vollständig ausgeliefert. Auch die Produktion der Variante 38T schloss Škoda 2025 ab.
Der Wagen 1408 befand sich von Mitte September bis Mitte Oktober 2023 für Testfahrten im Zusammenhang mit einer dortigen Neufahrzeugbeschaffung bei der Straßenbahn Gotha. In diesem Rahmen wurden auch öffentliche Fahrten auf der Thüringerwaldbahn durchgeführt. Der Betrieb bestellte jedoch schließlich Fahrzeuge eines anderen Herstellers und Typs.
Die vollständige Zulassung aller Varianten wurde im April 2025 erreicht. Dies betrifft allerdings nicht die prinzipiell mögliche Zugbildung aus einem 36T und einem 37T mit einer Länge von ungefähr 71 Metern, da ihre praktische Anwendung zunächst ohnehin nicht vorgesehen ist.

## Einsatz
Das erste Fahrzeug des Typs 36T (1402) nahm am 14. April 2023 den Betrieb auf. Seitdem werden die Fahrzeuge schrittweise auf mehreren Linien eingesetzt:
Ab Oktober 2023 auf der Linie 2, später auch auf Linie 3 (inklusive Typ 37T ab Januar 2024), Linie 1 (ab Februar 2024), Linie 5 (ab März 2024), Linie 7 (ab April 2025), Linie 6/6A (ab Mai 2025) und Linie 4/4A (seit Juni 2025).

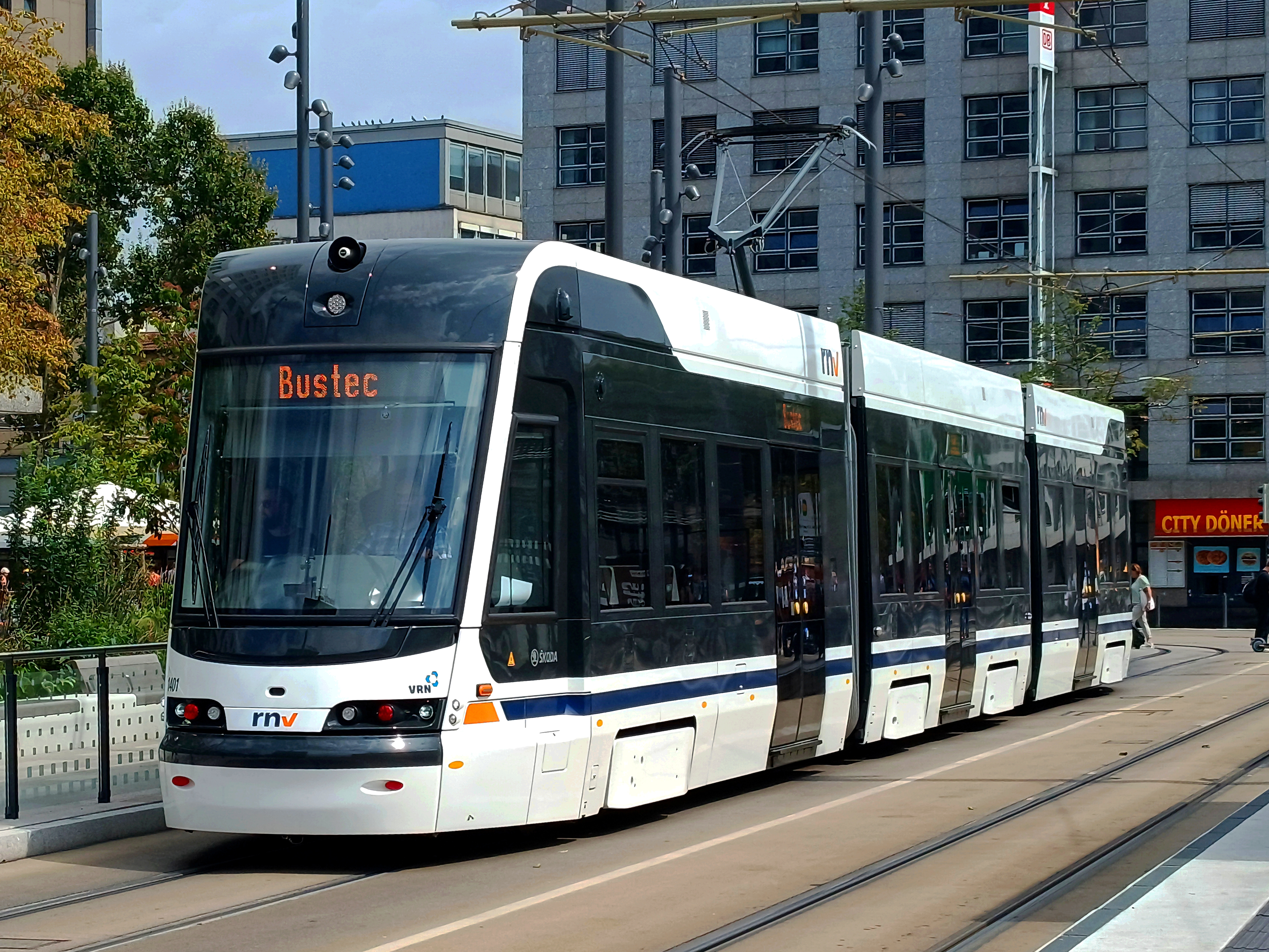
36T-Zug, TW 1401, am Mannheimer Hbf
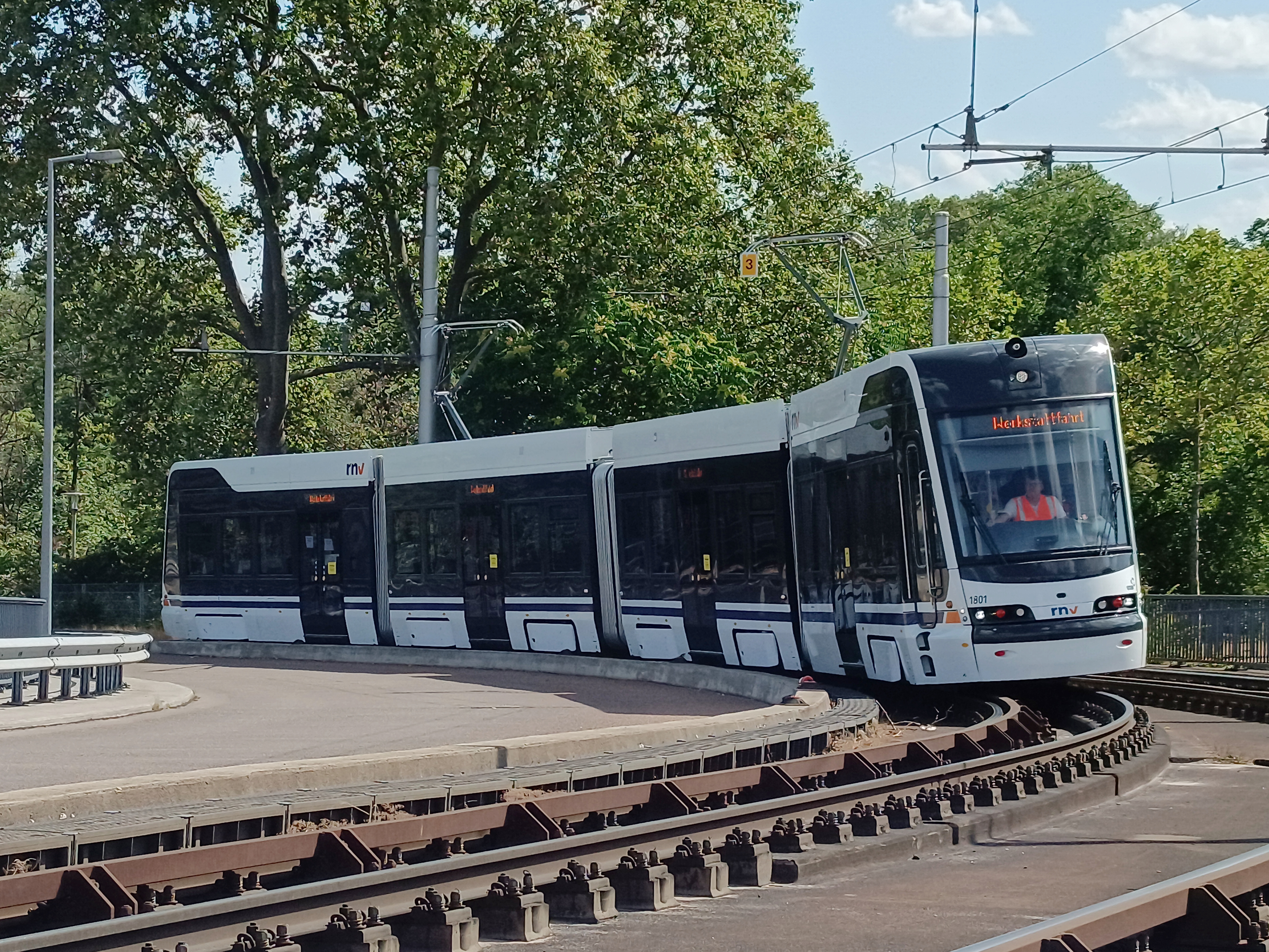
37T-Vollzug, bestehend aus TW 1801 und TW 1802, auf der Lindenhof-Überführung
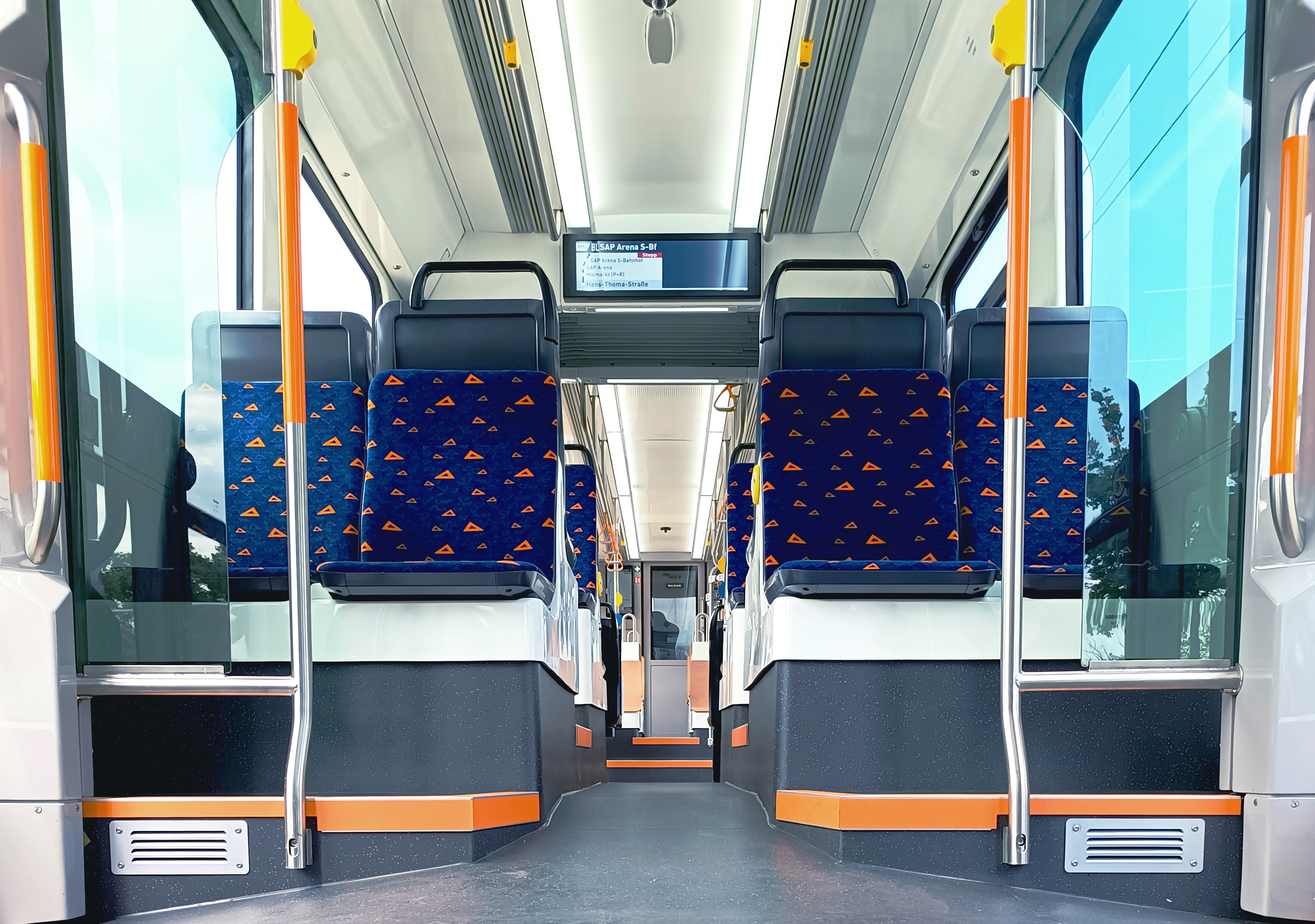
RNT-Innenraum
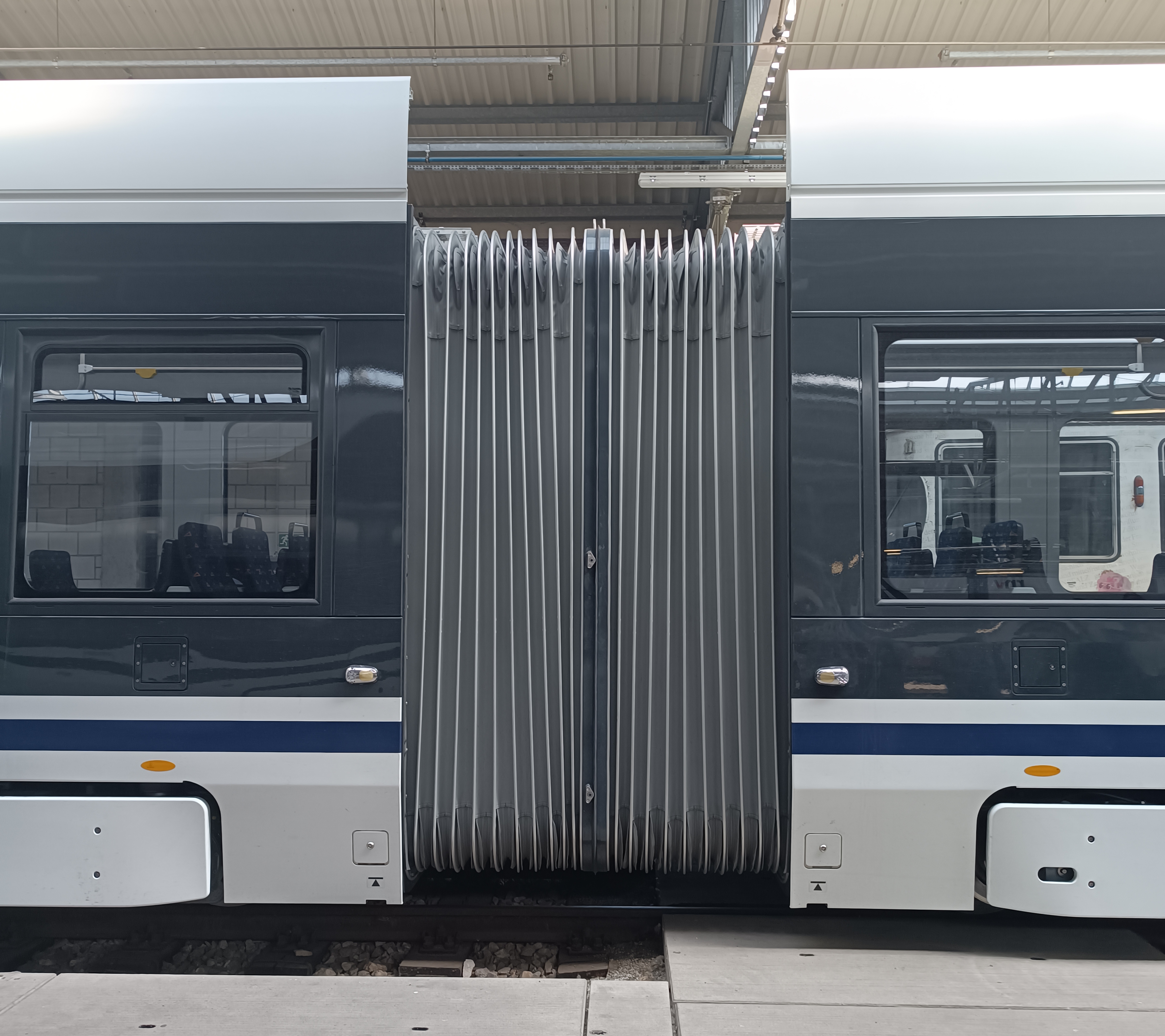
Übergangsgelenk zwischen TW 1801 und 1802
Heck von 1804
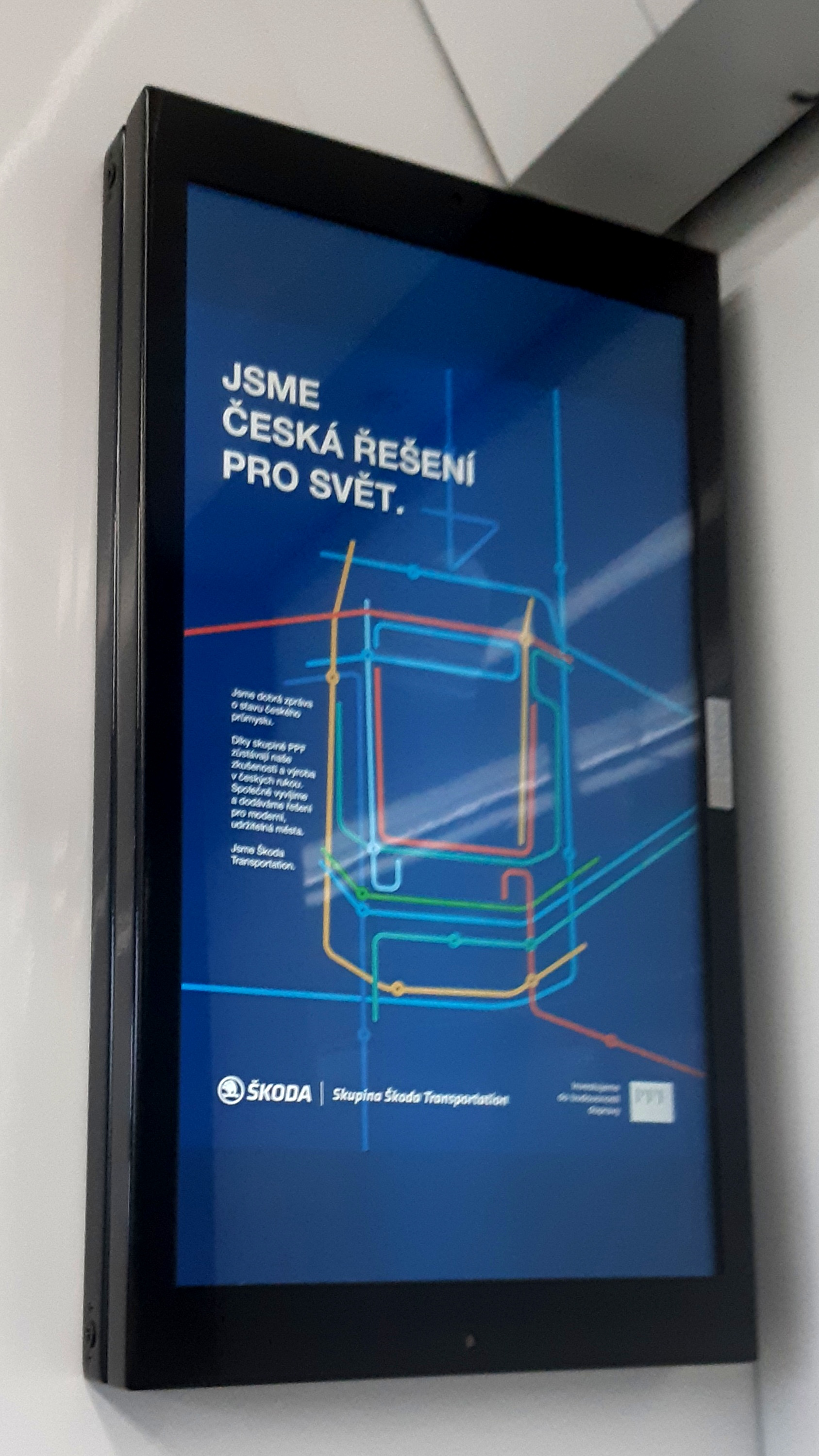
Informationsbildschirm
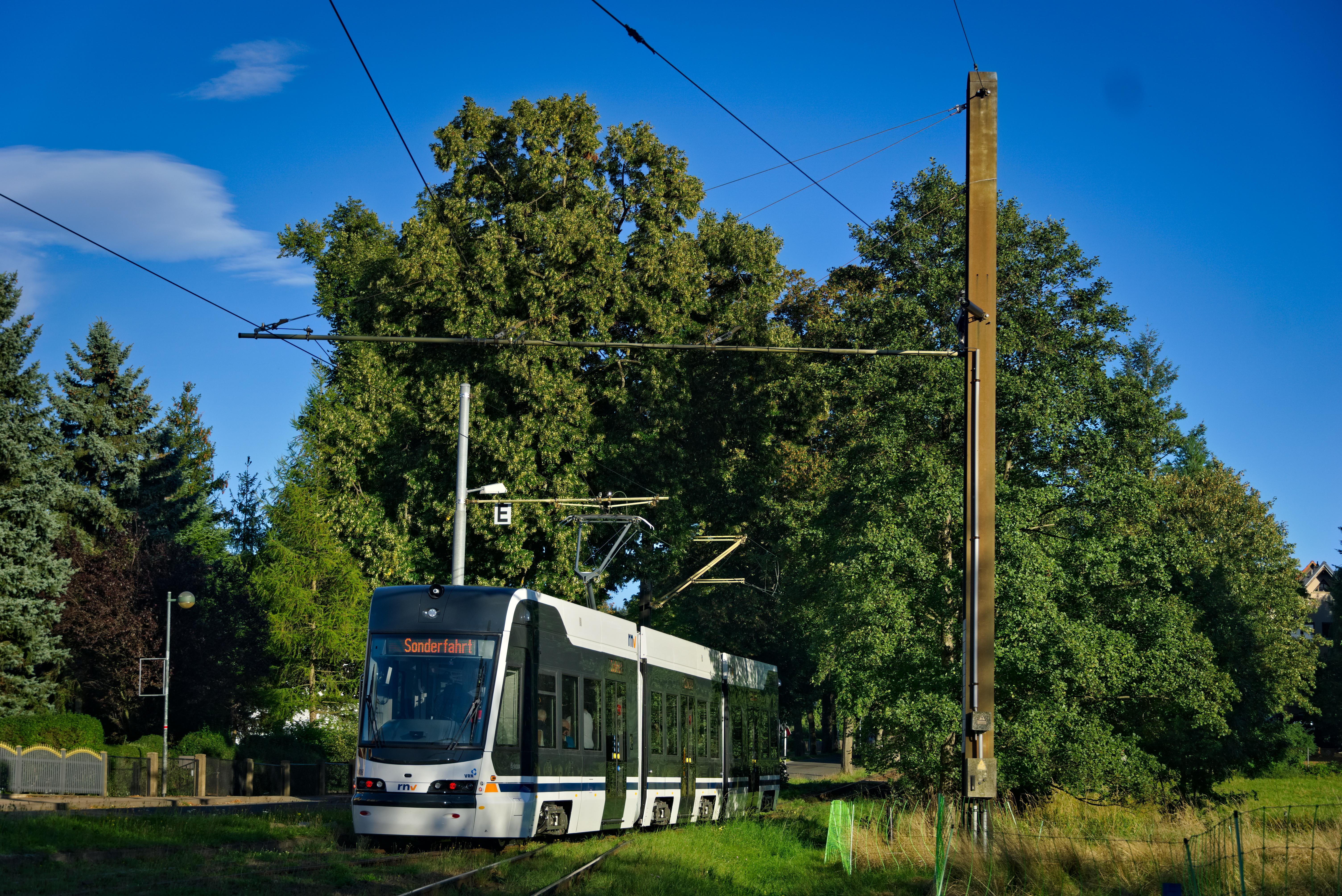
36T Nr. 1408 auf der Thüringerwaldbahn in Bad Tabarz

## Ausstattung

### Türbeleuchtung und Türtaster
Für eine bessere Ein- und Ausstiegssituation verfügen die Türbereiche über eine Lichtkennzeichnung. Grün signalisiert, dass sich die Tür öffnet und ein Zustieg möglich ist. Blinkendes Rotlicht weist darauf hin, dass die Tür schließt. Sobald das Licht erloschen ist, ist der Fahrgastwechsel abgeschlossen. Dauerhaftes Rotlicht weist auf eine Türstörung hin. 
Die farblich codierten Türtaster zur regulären (gelb) und verlängerten (blau) Türöffnung befinden sich sowohl im Inneren der Fahrzeuge als auch im Außenbereich an allen Türen.

### Innenbeleuchtung
Die Lichtbänder an der Fahrzeugdecke sorgen für eine Ausleuchtung des Innenraums und können zusätzlich in ihrer Farbwärme gesteuert werden. Je nach Situation lassen sich die LED-Leuchten morgens in einen bläulich-kühlen Farbwert verschieben. Abends kann ein warmer Farbbereich gewählt werden.

### TFT-Displays
Hochauflösende TFT-Displays zeigen folgendes Informationsangebot zur aktuellen Fahrt: Fahrtziel, Liniennummer, kommende Haltestellen, Umsteigemöglichkeiten und allgemeine Hinweise.

### WLAN
Die Rhein-Neckar-Trams besitzen eine Ausrüstung mit WLAN-Hotspots.